# Tibetgazelle
Die Tibetgazelle (Procapra picticaudata), auch unter der Bezeichnung Goa bekannt, ist die kleinste von drei Arten der Kurzschwanzgazellen. Sie ist im Hochland von Tibet verbreitet und lebt als Gebirgsspezialist vor allem auf alpinen Wiesen und Steppen in Höhen bis zu 5750 Metern. Über das Jahr lebt sie in kleinen und nach Geschlechtern getrennten Gruppen, die sich nur zur Paarungszeit im Winter zusammenschließen. Ihre Nahrung besteht aus unterschiedlichen Pflanzen, wobei sie vor allem im Sommer von ausgewählten Kräutern lebt und sich nicht wie andere Weidegänger auf Gräser als Hauptnahrungsquelle konzentriert.
Aufgrund illegaler Bejagung sowie der Konkurrenz durch Weidevieh und der Umzäunung von Weideflächen sind die Bestände der Tibetgazelle stark rückläufig. Die International Union for Conservation of Nature and Natural Resources (IUCN) stuft die Art als „potenziell gefährdet“ ein und begründet dies mit dem starken Rückgang der Bestände um etwa 20 % in den letzten drei Generationen.

## Merkmale

### Allgemeine Merkmale
Die erwachsene Tibetgazelle erreicht eine Schulterhöhe von etwa 54 bis 65 Zentimeter und eine Kopf-Rumpf-Länge von 91 bis 105 Zentimetern bei einem Gewicht von 13 bis 16 Kilogramm. Der Schwanz ist 8 bis 10 Zentimeter lang. Sie ist damit etwas kleiner als die Mongolische Gazelle (Procapra gutturosa) und die Przewalski-Gazelle (Procapra przewalskii). Sie wird als relativ klein und schlank mit langen und schlanken Beinen und kompaktem Körper beschrieben. Wie die beiden anderen Arten der Gattung besitzen bei der Tibetgazelle nur die Männchen Hörner, die Geschlechter unterscheiden sich jedoch nicht in ihrer Größe und Färbung.

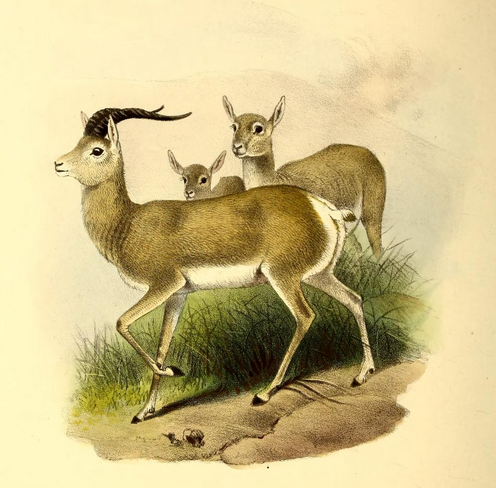
Tibetgazellen

Die Tibetgazelle hat ein braungraues und dickes Rückenfell mit einer silbrigen Melierung, die durch die hellen Haarspitzen entsteht. Dieses besitzt im Gegensatz zu dem anderer kälteangepasster Arten wie etwa dem Yak (Bos mutus) keine Unterwolle, es besteht aus bis zu 38 Millimeter langen Deckhaaren. Im Sommer ist die Fellfarbe eher hell sandbraun, im Winter grau bis schiefergrau. In der Bauchgegend und am Hinterleib ist das Fell charakteristisch weiß und bildet einen hellen und herzförmigen Rumpffleck, an dessen Vorderrand das Fell rotbraun gefärbt ist. Der kurze Schwanz ist schwarz und struppig und wird bei Aufregung als Alarmzeichen erhoben; seine Unterseite ist nackt. An den Körperseiten oder im Gesicht weist die Art keine charakteristischen Farbmerkmale oder Zeichnungen auf. Die Klauen sind vorderseits flach und auf der Rückseite weit und abgerundet, die Afterklauen groß und stumpf.
Die Schnauze ist mit verlängerten Haaren ausgestattet, die seitlich derselben Büschel bilden, die sich nach hinten bis zu den Augen ziehen. Die Augen sind groß und die Ohren sind lang, schmal und zugespitzt. Die Hörner setzen auf der Stirn zwischen den Augen an und verlaufen parallel, wobei sie durch eine Krümmung nach hinten zuerst einen nach oben und danach durch eine Krümmung nach oben einen nach unten gerichteten Bogen bilden. Im Gegensatz zu den anderen Arten der Gattung sind die Hörner verhältnismäßig gerade und stehen an den Spitzen nur wenig auseinander. Sie sind von der Basis bis zum letzten Viertel vergleichsweise schlank und geriffelt.
Im Bereich des Verbreitungsgebietes kann die Tibetgazelle in Überschneidungszonen sowohl mit den beiden anderen Arten der Kurzschwanzgazellen wie auch mit der Kropfgazelle (Gazella subgutturosa) verwechselt werden. Im Vergleich zur Kropfgazelle haben bei den Kurzschwanzgazellen nur die Männchen Hörner, während diese auch bei weiblichen Kropfgazellen vorkommen können. Innerhalb der Kurzschwanzgazellen ist die Tibetgazelle die kleinste Art, wobei vor allem die Mongolische Gazelle mit einer Schulterhöhe von bis zu 84 Zentimeter deutlich größer als die Tibetgazelle mit maximal 65 und die Przewalski-Gazelle mit maximal 70 Zentimeter Schulterhöhe werden kann und auch deutlich schwerer ist. Generell besitzt die Tibetgazelle zudem den schmalsten und kleinsten Schädel sowie zugleich die dünnsten und längsten Hörner der Gattung, während die Mongolische Gazelle mit dem größten Schädel und den kürzesten Hörnern ausgestattet ist.

### Schädel- und Skelettmerkmale
| 0 | · | 0 | · | 2 | · | 3 | = 30 |
| 3 | · | 1 | · | 3 | · | 3 | = 30 |

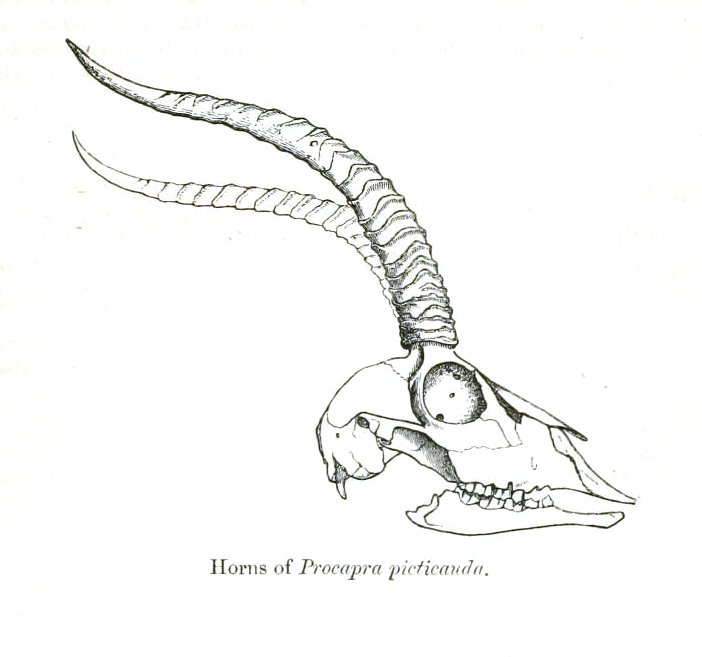
Schädel der Tibetgazelle

Der Schädel ist sehr leicht gebaut und besitzt deutlich hervorgehobene Augenhöhlen. Er hat eine Basallänge von 177 bis 185 Millimetern bei den Weibchen und 180 bis 188 Millimetern bei den Männchen sowie eine maximale Breite von etwa 84 bis 88 Millimetern bei den Weibchen und 91 bis 95 Millimetern bei den Männchen. Der Hirnschädel ist bei den Männchen 99 bis 102 Millimeter lang und bei den Weibchen 94 bis 98 Millimeter, die Nasenbeine bei den Männchen etwa 59 bis 63 Millimeter und bei den Weibchen 55 bis 62 Millimeter. Damit ist der Schädel der Männchen in der Regel deutlich größer als der der Weibchen, es existiert allerdings auch ein Bereich mit überschneidender Größe. Die Hörner, die nur bei den Männchen ausgebildet werden, haben bei den ausgewachsenen Tieren eine Gesamtlänge von 26 bis 32 Zentimetern bei einer Höhe von 9,7 bis 16,8 Zentimetern und eine maximale Weite zwischen den Hörnen von 12 bis 15 Zentimetern. Die Hornmaße variieren dabei regional.
Die Zahnreihe im Oberkiefer ist etwa 41 Millimeter und im Unterkiefer etwa 45 Millimeter lang. Die Gazelle besitzt im Oberkiefer pro Hälfte nur zwei Vorbackenzähne (Praemolares) und drei Backenzähne (Molares), Schneidezähne (Incisivi) und Eckzähne (Canini) sind nicht vorhanden. Im Unterkiefer besitzt sie in jeder Hälfte drei Schneidezähne, einen Eckzahn, zwei Vorbackenzähne und drei Backenzähne, wobei sie als ausgewachsenes Tier einen Vorbackenzahn verliert. Insgesamt besitzen die Tiere somit 30 Zähne. Artspezifische Zahnmerkmale sind vor allem der voll ausgebildete Vorbackenzahn P2 im Unterkiefer sowie gut ausgebildete Zahnfalten auf dem P3.

## Verbreitung und Lebensraum

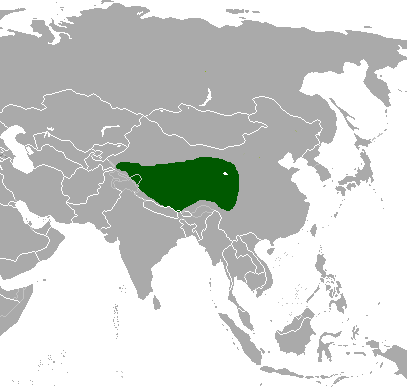
Verbreitungsgebiet der Tibetgazelle

Die Tibetgazelle war ursprünglich weit über das Hochland von Tibet verbreitet. Dabei umfasst das Verbreitungsgebiet das Autonome Gebiet Tibet (Xizang) sowie Teile der chinesischen Provinzen Qinghai und Xinjiang. Über 99 % des Weltbestandes beherbergt die Volksrepublik China. Die einzige sesshafte Population außerhalb Chinas lebt im indischen Unionsterritorium Ladakh und wird auf etwa 50–100 Tiere geschätzt. Ins benachbarte Sikkim, ebenfalls in Indien, wandern die Tiere lediglich zeitweise aus dem nördlich angrenzenden Tibet ein.
Die Art lebt vornehmlich in Höhen zwischen 3000 und 3700 Metern, steigt aber gelegentlich auf bis zu 5750 Meter auf. Ihr typischer Lebensraum sind die kalten und trockenen, baumlosen Wüsten, Halbwüsten und Hochgebirgssteppen sowie das montane Gebüschland. Innerhalb dieser Lebensräume kommt sie auf flachen Hochebenen ebenso wie in bergigen Regionen vor, fehlt allerdings in zu steilem Gelände. Der Lebensraum ist zudem von starker Sonneneinstrahlung und reduzierter Sauerstoffverfügbarkeit geprägt. Im nördlichen Teil des Verbreitungsgebietes überlappt das Verbreitungsgebiet mit dem der Przewalski-Gazelle, wobei die Tibetgazelle die höheren Regionen und montanen Lebensräume nutzt.

## Lebensweise
Die Tibetgazelle ist in der Regel dämmerungsaktiv mit zwei Aktivitätsmaxima zu Beginn und zum Ende des Tages, an denen sie auf Nahrungssuche geht; allerdings kann sie auch während des Tages aktiv sein und sie ruht in der Regel zur Mittagszeit. Anders als die sympatrisch lebende Tschiru (Pantholops hodgsonii) oder die Kropfgazelle bildet sie nur kleine Familiengruppen oder Herden von zwei bis etwa zehn Tieren, die sich nur zur Sommerwanderung in die höher gelegenen Weidegebiete zu größeren und temporären Herden bis maximal 50 Individuen zusammenschließen. Außerhalb der Brunftzeit bilden die Männchen und Weibchen mit Jungtieren jeweils eigene Gruppen, die sich zur Paarungszeit vom Dezember bis Februar zu gemischten Herden zusammenfinden. Daneben sind vor allem Männchen auch einzeln anzutreffen. Im überschneidenden Verbreitungsgebiet mit der Przewalski-Gazelle kommt es zudem zu gemischten Gruppen beider Arten, die sich aus etwa gleich vielen Individuen der beiden Arten zusammensetzen. Im Winter beinhalten Mischgruppen allerdings grundsätzlich nur Männchen jeweils einer der beiden Arten.

### Ernährung
Über die Ernährung der Tibetgazelle gibt es nur wenige wissenschaftliche Untersuchungen, die vor allem auf Beobachtung und der Untersuchung der Fäzes beruhen. Sie unterscheidet sich deutlich von den meisten anderen Weidegängern des tibetischen Hochlands, die sich in der Regel zu großen Anteilen von Gräsern und Seggen ernähren. Diese spielen in der Nahrungszusammensetzung der Tibetgazelle im Sommer nur eine untergeordnete Rolle und werden nur im Winter, wenn keine anderen Pflanzen verfügbar sind, als Hauptnahrungsquelle genutzt.
Die Tibetgazelle ernährt sich als Selektierer vor allem von Hülsenfrüchtlern (Leguminosen) wie Tragant (Astragalus) und Spitzkielen (Oxytropis), die bei Untersuchungen am Buh He in Qinghai zwischen 33,2 % und 47,5 % ausmachten. Hinzu kommen Kräuter wie Heteropappus-Arten mit 13,5 % bis 17,1 % sowie Schwingel (Festuca) und Federgräser (Stipa) mit 13,1 % bis 26,1 % und Schuppenseggen (Kobresia) mit 8,5 % bis 13,2 %. Diese Daten wurden jeweils im Juni–September und Oktober bis Mai ermittelt, wobei im Sommer die Leguminosen und Kräuter und im Winter die Gräser und Seggen den größeren Anteil hatten. In Sichuan bestand die Nahrung im August bis Oktober zu 80 % aus Schuppenseggen, Edelweißen (Leontopodium) und Spitzkielen und Fäzes-Untersuchungen im Chang Tang Reserve von Juni bis Dezember wiesen Anteile der Zwergsträucher Ajania bis 89,1 % und Ceratoides bis 2,5 % sowie die Kräuter Potentilla bis zu 94,2 % und Oxytropis und Astragalus mit bis zu 39,6 % Anteilen nach.
Insbesondere im nahrungsarmen Winter kommt es entsprechend zu größerer Konkurrenz zwischen den Gazellen und vor allem Hausschafen, die auf dem Hochplateau überwintern, wobei die Überschneidung der Nahrungspflanzen von 43 % bis 57 % im Sommer auf 76 % im Winter ansteigt. Aufgrund der Nahrungszusammensetzung ist das zur Verfügung stehende Futter zudem sehr arm an Proteinen, die weniger als 6 % der Futtermenge ausmachen, sowie an Mineralstoffen.

### Fortpflanzung und Entwicklung
Die Geschlechtsreife der weiblichen Tibetgazellen tritt wahrscheinlich wie bei verwandten Arten nach 1,5 Jahren ein, für die Männchen liegen keine Angaben vor. Zur Paarung kommt es zur Brunft im Winter, vor allem im Dezember. Außerhalb der Brunftzeit markieren die Männchen in den späteren Paarungsarealen Brunftterritorien durch Urin und Kot sowie durch die Abgabe von Sekreten aus den Zwischenzehendrüsen mit darin enthaltenen Duftstoffen. Im Winter lösen sich die Gruppen der Männchen auf und die Einzeltiere verteidigen ihre jeweiligen Brunftgebiete teilweise aggressiv gegen Rivalen, wobei es zum Einsatz des Gehörns kommen kann. Die dominanten Männchen warten in ihren Brunftgebieten auf die Herden der Weibchen. Das Paarungsverhalten selbst wurde nicht beschrieben, ähnelt aber wahrscheinlich dem der Przewalski-Gazelle, bei der ein besonderer Paarungstanz beschrieben ist. Die Jungtiere werden nach einer Tragzeit von 5,5 bis 6 Monaten im darauf folgenden Juni bis Anfang August geboren. Dabei handelt es sich in der Regel um Einzelgeburten, seltener um Zwillingswürfe, wobei Angaben über die physischen Eigenschaften der Jungtiere fehlen. Zur Geburt trennt sich das Weibchen von den anderen Tieren der Herde und sucht einen geschützten Platz auf. Für etwa zwei Wochen bleibt sie allein mit den Jungtieren und versteckt sich mit diesen, wodurch im Sommer die Anzahl der Weibchen in den Herden stark abnimmt.
In verschiedenen Studien wurde das Verhältnis von Neugeborenen zu geschlechtsreifen Weibchen ermittelt, um so die Fortpflanzungsrate zu bestimmen. Dabei wurde ein Verhältnis von 40 bis 70 Neugeborenen zu 100 fortpflanzungsfähigen Weibchen im Chang Tang Nature Reserve sowie im Südwesten von Qinghai festgestellt. In Sêrxü in der Provinz Sichuan lag das Verhältnis bei einer Stichprobe bei 44 Neugeborenen zu 100 fortpflanzungsfähigen Weibchen und 16 Neugeborenen zu 100 Tieren insgesamt (Männchen und Weibchen).
Die maximale Lebensdauer der Tibetgazelle in der Wildnis ist unbekannt, aus dem Zoo von Peking wurde ein in der Wildnis geborenes Weibchen fünf Jahre und sieben Monate alt. Eine in Gefangenschaft lebende Mongolische Gazelle lebte sieben Jahre und man nimmt an, dass dies auch die maximale Lebenserwartung der verwandten Arten ist.

### Fressfeinde, Parasiten und Mortalität

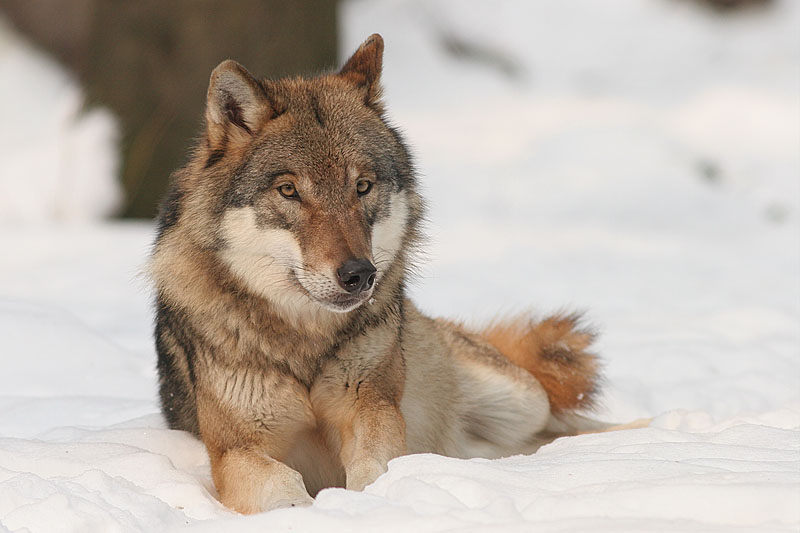
Der Wolf ist ein potenzieller Fressfeind der Tibetgazelle.

Über die Nahrungsnetze im Hochland von Tibet existieren nur begrenzte Daten und aufgrund der Reduzierung sowohl der Beutetiere wie auch der Beutegreifer ist die aktuelle Situation stark verzerrt gegenüber den ursprünglichen Räuber-Beute-Beziehungen. Im Lebensraum der Tibetgazelle leben als Großraubtiere vor allem Wölfe (Canis lupus), zudem Braunbären (Ursus arctos pruinosus), der Eurasische Luchs (Lynx lynx) sowie der Schneeleopard (Panthera uncia). Im Chang Tang Nature Reserve kamen Reste von Tibetgazellen in Kotproben von Wölfen zu 4,6 bis 5,2 % und in Qinghai zu 9,5 % vor. Darüber hinaus ist bekannt, dass Wölfe auch der Mongolischen Gazelle und der Przewalski-Gazelle nachstellen und diese erbeuten. Nach einzelnen Aussagen war die Tibetgazelle zudem regional ein wichtiges Beutetier des Schneeleoparden, wobei diese Aussagen nicht quantitativ belegt sind.
Artspezifische Krankheiten und Parasiten der Tibetgazelle sind unbekannt, man geht jedoch von einer Übertragung von Krankheiten sowohl von Wildtieren wie auch von Nutztieren aus. So sind die Mongolischen Gazellen am nördlichen Rand des Verbreitungsgebietes der Tibetgazelle häufige Träger der Maul- und Klauenseuche, die sich in den großen Herden verbreitet und hohe Todesraten bedingt; da die Tibetgazelle keine großen Herden bildet, sind von ihr keine Epidemien bekannt.
Neben Fressfeinden und Parasiten können vor allem extreme Wettersituationen zu einer erhöhten Mortalität führen. Insbesondere Kälte und Schnee kann eine erhöhte Sterblichkeit der Jungtiere, heranwachsenden und weiblichen Tiere der verwandten Tschiru verursachen und ähnliche Effekte werden auch bei der Tibetgazelle erwartet. Für den Zeitraum Januar bis März 2008 ist der Tod von mindestens 5.500 Tibetgazellen nach einem extremen Kälte- und Schneeeinbruch im Kreis Sêrxü im Nordwesten der chinesischen Provinz Sichuan dokumentiert.

## Evolution und Systematik
Durch die Lebensweise im Hochgebirgsplateau und die dortigen klimatischen Verhältnisse liegen für die Tibetgazelle und auch für andere Arten der Kurzschwanzgazellen nur sehr wenige Fossilnachweise vor. Arten der Gattung Procapra sind frühestens im Pliozän oder frühen Pleistozän vor 2 bis 3 Millionen Jahren nachgewiesen, während antilopenartige Arten bereits für das Miozän vor 13 bis 15 Millionen Jahren dokumentiert sind. Der Ursprung der Kurzschwanzgazellen wurde bei anderen gazellenartigen Antilopen vermutet, als potenzielle Ahnen wurden dabei Gazella sinensis aus dem späten Pliozän und Gazella paragutturosa aus dem frühen Pleistozän vermutet. Über Isotopenuntersuchungen in Fossilien und im Vergleich zu heute lebenden Tieren des tibetanischen Hochlands wurde festgestellt, dass das Klima und die Witterungsverhältnisse vor 2 bis 3 Millionen Jahren in diesem Gebiet deutlich milder und die Diversität der Lebensräume zugleich vielfältiger waren als dies aktuell der Fall ist, wodurch eine Artenbildung unter anderem bei den Kurzschwanzgazellen ermöglicht wurde.
Die wissenschaftliche Erstbeschreibung der Tibetgazelle sowie der Gattung Procapra stammt von Hodgson aus dem Jahr 1846, der sie bereits mit dem noch heute gültigen Namen Procapra picticaudata beschrieb. Sie erfolgte auf der Basis eines Individuums aus Tibet, das nördlich von Sikkim gefangen wurde. Die Namensgebung der Gattung Procapra leitet sich von der griechisch-lateinischen Vorsilbe „pro“ (προ) für „vor“ und der Bezeichnung „capra“ für Ziegen ab, bedeutet also „Vor-Ziege“, während der Artname picticaudata aus dem Lateinischen stammt und „farbiger Schwanz“ bedeutet und sich wahrscheinlich auf den weißen Rumpffleck bezieht.
Neben der Nominatform werden keine weiteren Unterarten unterschieden, allerdings wurden drei getrennte Populationen identifiziert: eine im Nordwesten Tibets, eine im Süden Tibets und eine in der Provinz Sichuan. Zeitweise wurde ihr die Przewalski-Gazelle als Unterart zugeordnet.
Die Tibetgazelle wird heute gemeinsam mit der Przewalski-Gazelle und der Mongolischen Gazelle zur Gattung der Kurzschwanzgazellen (Procapra) gestellt, wurde jedoch häufig mit anderen Gazellen in der Gattung Gazella zusammengefasst. Molekularbiologische Untersuchungen bestätigten die Monophylie der Gattung Procapra und stellten sie den anderen Gattungen der als Tribus definierten Antilopini gegenüber. Dabei wurden die Przewalski-Gazelle und die Mongolische Gazelle als näher miteinander verwandt erkannt und der Tibetgazelle als Schwestergruppe gegenübergestellt. In einer weiteren Studie wurde die Gattung Procapra, vertreten durch die Mongolische Gazelle, als eine der basalsten Gruppen der Gazellenartigen (Antilopini) eingeordnet.

## Bedrohung und Schutz

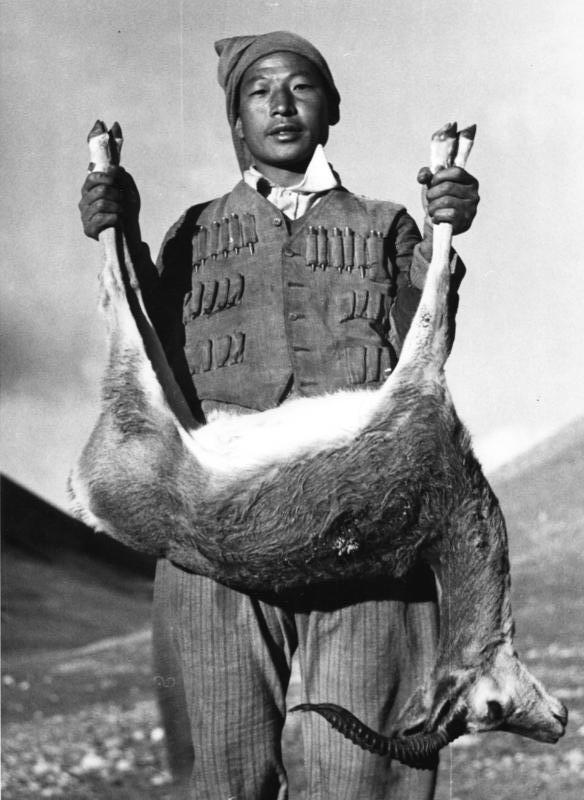
Helfer der Deutschen Tibet-Expedition 1938/39 mit erlegter Tibetgazelle

Ursprünglich war die Tibetgazelle sehr häufig und kam im gesamten tibetanischen Hochland vor. Aufgrund der kleinen Herden und Gruppen, die vereinzelt leben, sowie der guten Tarnung der Tiere, ist es schwierig, Angaben über Populationsdichten der Tibetgazelle im Hochland von Tibet zu machen. Nach Aussagen vor 1950 war die Art früher häufig und verbreitet, jedoch seltener als andere Weidegänger. Heute ist die Art dagegen in einigen Regionen sehr selten oder fehlt vollständig. In Regionen, in denen die Tibetgazelle vorkommt, beträgt die Dichte in der Regel weniger als 0,5 Tiere pro Quadratkilometer und häufig sogar weniger als 0,1 Tiere pro Quadratkilometer. In sehr begrenzten Gebieten kann sie jedoch höher sein, etwa in Yeniugou, Qinghai, wo 0,77 Tiere pro Quadratkilometer geschätzt wurden.
Systematische Bestandserfassungen gibt es nicht, nach Schätzungen sollen die Bestände in den 1980er und frühen 1990er Jahren zwischen 20.000 und 180.000 Tiere umfasst haben. Der größte Anteil der Tiere lebt dabei im Chang Tang Nature Reserve sowie östlich und südlich von diesem, wobei die Tiere jedoch in den wüstenhaften Gebieten im Norden des Naturschutzgebietes weitestgehend fehlen. Durch erhöhte Schutzmaßnahmen könnte sich der Bestand gegenüber den Populationsgrößen zu Beginn der 1990er Jahre leicht erhöht haben. Weitere wichtige Schutzgebiete, die ein zusammenhängendes System mit dem 300.000 Quadratkilometer großen Chang Tang Nature Reserve bilden, sind das Arjin Shan Reserve, das West Kunlun, das Mid Kunlun sowie das Sanjiangyuan Nature Reserve.
Die International Union for Conservation of Nature and Natural Resources (IUCN) stuft die Art als „potenziell gefährdet“ (Near threatened) ein und begründet dies mit dem starken Rückgang der Bestände um etwa 20 % in den letzten drei Generationen (seit 1992). Dieser wird vor allem auf die unkontrollierte und illegale Jagd, die zunehmende Konkurrenz mit Weidevieh sowie die Zunahme von umzäuntem Weideland begründet. Heute lebt die Tibetgazelle vor allem in Regionen, in denen Menschen und Weidevieh selten vorkommen.
Eine Bejagung der Tibetgazelle durch den Menschen fand wahrscheinlich bereits im Epipaläolithikum und frühen Neolithikum statt, wie durch Zahnfunde in frühen menschlichen Ansiedlungen bei Jiangxigou nahe dem Qinghai-See in der Provinz Qinghai belegt wurde.

## Belege
1. 1 2 3 4 5  John McKinnon: Tibetan Gazelle. In: Andrew T. Smith, Yan Xie: A Guide to the Mammals of China. Princeton University Press, 2008, ISBN 978-0-691-09984-2, S. 470.
2. 1 2 3 4 5 6 7 8 9 10 11 12 13 14 15 16 17 18 19 20 21 22 23 24  David M. Leslie Jr.: Procapra picticaudata (Artiodactyla: Bovidae). In: Mammalian Species. Band 42, Nr. 861, 2010, S. 138–148, doi:10.1644/861.1.
3. 1 2 3  David M. Leslie Jr., Colin P. Groves, Alexei V. Abramov: Procapra przewalskii (Artiodactyla: Bovidae). In: Mammalian Species. Band 42, Nr. 860, 2010, S. 124–137, doi:10.1644/860.1.
4. 1 2  Procapra picticaudata in der Roten Liste gefährdeter Arten der IUCN 2012. Eingestellt von: D.P. Mallon, Y.V. Bhatnagar, 2008. Abgerufen am 14. April 2013.
5. 1 2 3 4  Groves, C., P., Leslie Jr, D., M. (2011). Family Bovidae (Hollow-horned Ruminants): Tibetan Gazelle (660 f.). In: Wilson, D. E., Mittermeier, R. A. (Hrsg.). Handbook of the Mammals of the World. Volume 2: Hooved Mammals. Lynx Edicions, 2009, ISBN 978-84-96553-77-4.
6. ↑  Zhongqiu Li, Zhigang Jiang, Guy Beauchamp: Nonrandom mixing between groups of Przewalski's gazelle and Tibetan gazelle. Journal of Mammalogy 91(3), 2010; S. 674–680 (doi:10.1644/09-MAMM-A-203.1).
7. 1 2 3  Zhongqiu Li, Zhigang Jiang1, Chunwang Li: Dietary Overlap of Przewalski's Gazelle, Tibetan Gazelle, and Tibetan Sheep on the Qinghai-Tibet Plateau. Journal of Wildlife Management 72 (4), 2008; S. 944–948, (doi:10.2193/2007-233).
8. ↑  Snow disaster kills 5,500 Tibetan gazelles. china.org.cn, 15. März 2008. Aufgerufen am 10. Mai 2013.
9. 1 2 3  Runhua Lei, Zhigang Jiang, Zhiang Hu, Wenlong Yang: Phylogenetic relationships of Chinese antelopes (subfamily Antilopinae) based on mitochondrial ribosomal RNA gene sequences. Journal of Zoology, London 261, 2003; S. 227–237, doi:10.1017/S0952836903004163.
10. 1 2  Don E. Wilson & DeeAnn M. Reeder (Hrsg.): Procapra picticaudata in Mammal Species of the World. A Taxonomic and Geographic Reference (3rd ed).
11. ↑  Don E. Wilson & DeeAnn M. Reeder (Hrsg.): Procapra przewalskii in Mammal Species of the World. A Taxonomic and Geographic Reference (3rd ed).
12. ↑   Maria V. Kuznetsova, Marina V. Kholodova: Molecular Support for the Placement of Saiga and Procapra in Antilopinae (Artiodactyla, Bovidae).
Journal of Mammalian Evolution 9 (4), 2002; S. 271–280 (doi:10.1023/A:1023973929597).
13. ↑  David Rhode, Zhang Haiying, David B. Madsen, Gao Xing, P. Jeffrey Brantingham, Ma Haizhou, John W. Olsen: Epipaleolithic/early Neolithic settlements at Qinghai Lake, western China. Journal of Archaeological Science 34, 2007; S. 600–612. (Volltext; PDF; 2,5 MB)